# Bupaya

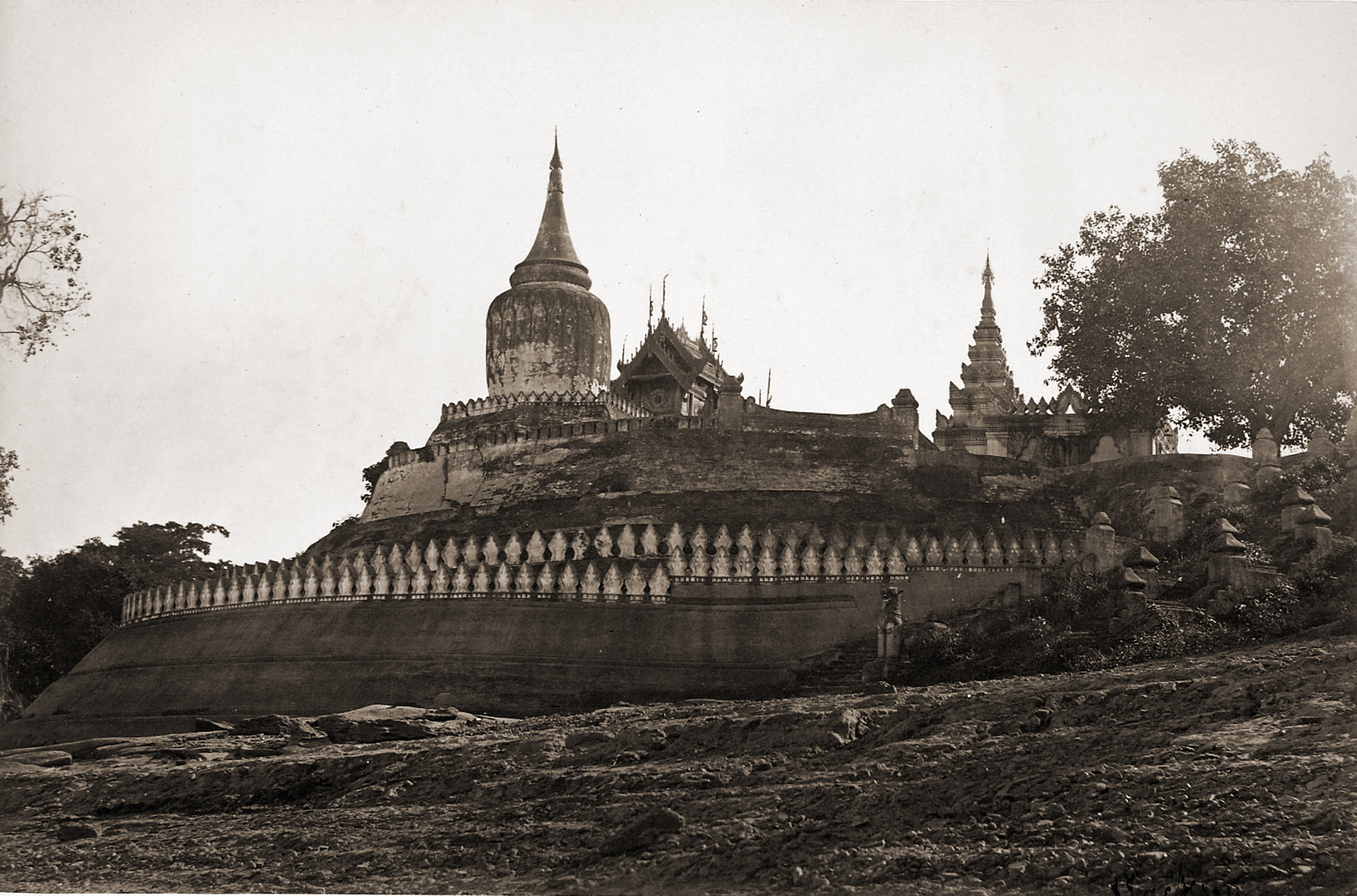
Le Bupaya en 1868

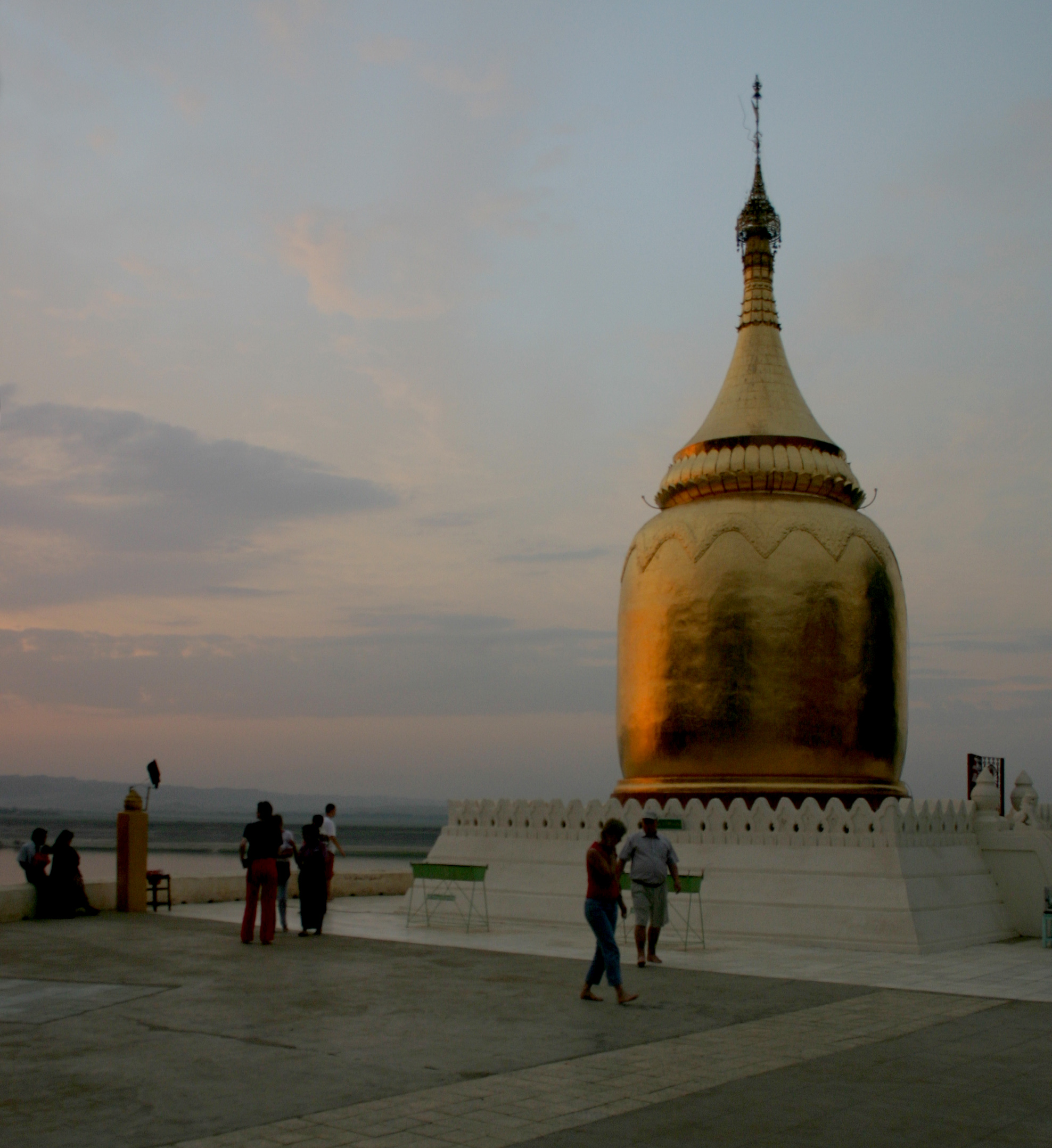
Le Bupaya, état actuel

Le Bupaya, ou "pagode de la Gourde", est un célèbre stûpa birman situé à Bagan (anciennement Pagan), sur une colline surplombant les berges de l'Irrawaddy. De petite taille, il aurait été bâti au troisième siècle de notre ère par le roi Pyusawhti. Son style semble néanmoins plutôt indiquer une construction aux alentours de l'an 1000. C'est en tous cas un des monuments les plus anciens du site
Jadis peint en blanc, le Bupaya ressemble à un chorten tibétain : la base est étroite et le sommet renflé, décoré de feuilles.
Le tremblement de terre du 8 juillet 1975 provoqua l'effondrement du Bupaya, qui a été reconstruit en matériaux modernes, sans respect du style original. Il est aujourd'hui entièrement recouvert de feuilles d'or.